# 克劳斯·巴比
尼古勞斯·「克劳斯」·巴比（德語：Nikolaus "Klaus" Barbie，1913年10月25日—1991年9月25日），纳粹德国党卫队、盖世太保职员，因在法国里昂亲自参与虐杀法国俘虏，号称“里昂屠夫”，受虐者中包括法国抵抗运动领导人让·穆兰。战后，由于反马克思主义倾向，受雇于美国情报部门，并在美国的帮助下逃亡南美洲玻利维亚。后受雇于德国联邦情报局，被怀疑参与1980年玻利维亚的政变，1983年被引渡至法国，被判反人类罪，1991年因癌症死于狱中。